# Pacov
Pacov (en allemand : Patzau) est une ville du district de Pelhřimov, dans la région de Vysočina, en République tchèque. Sa population s'élevait à 4 749 habitants en 2024.

## Géographie
Pacov se trouve à 17 km à l'ouest-nord-ouest de Pelhřimov, à 44 km à l'ouest-nord-ouest de Jihlava à 79 km à l'ouest de Prague.
La commune est limitée par Těchobuz, Salačova Lhota, Bratřice, Zhořec et Velká Chyška au nord, par Samšín et Pošná à l'est, par Důl, Eš, Obrataň et Cetoraz au sud et par Vodice, Pojbuky et Zadní Střítež à l'ouest.

## Histoire
La première mention écrite de la localité date du début du XIVe siècle.

## Administration
La commune se compose de six quartiers :
- Pacov
- Bedřichov
- Jetřichovec
- Roučkovice
- Velká Rovná
- Zhoř

## Personnalité
- Antonín Sova (1864-1928), poète